# Anschütz 9003
Anschütz 9003（アンシュッツ9003）は、2004年のIWAで発表されたドイツの銃器メーカーアンシュッツ社の競技用空気銃。

## 概要
同社の最新型フラッグシップ・モデルであり、昨今では主流となっている圧縮空気銃。アンシュッツ社は、それまで「トラブルが多い」などを理由に、現代の競技用エアライフルの多くに採用されているアブソーバー(反動吸収装置)には保守的な態度をとっていたがこのモデルで"STABILISATOR"という名称のアブソーバーを同社で初めて採用した。
"Soft-Link"(銃身とストック間の緩衝材)との相互作用で、画期的な(ノプテルの射撃分析装置の感度高くしなければ検知できないほど)無振動を実現したが、あまりにデリケートな構造であったために、アブソーバーのトラブルが報告されたり、エアシリンダーに致命的な欠陥(リコール対象)が発見されるなどの不運があった。
2007年のIWAで、機関部やバルブなどの構造を変更した、"9003-S2"というモデルに変更された。